# Štefan I. (hrvaški vladar)
Štefan I., hrvaški kralj iz rodu Trpimirovićev, vladal  od okrog leta 1030  do 1058, *?, † ?. 

## Življenje
Štefan I. je bil sin kralja Krešimirja III.. Oženil se je s Hicelo, hčerjo beneškega doža Pietra II. Orseola, v zakonski zvezi pa se jima je rodil sin Peter Krešimir IV. Imel je tudi mlajšega sina Častimirja, katerega sin je bil Štefan II.
Štefan I. je vladal na ozemlju, ki obsega velik del današnje Dalmacije in tudi del današnje Bosne in Hercegovine. V času Krešimirja III. in Štefana I. je v dalmatinskih mestih poleg Romanov že živelo veliko Hrvatov, gospodarsko pa so bila mesta naslonjena na hrvaško zaledje. Čeprav so mnoga  mesta priznavala bizantinsko nadoblast, so se Hrvati trudili širiti svoj vpliv nad njimi. V boju za nadvlado nad Splitom in Trogirjem  je bil verjetno uspešen že Krešimir III., v času Štefanove vladavine pa so se Hrvati borili za oblast nad Zadrom. Štefan I. je mesto za nekaj časa uspel zavzeti. Beneško-hrvaški boj za oblast nad dalmatinskimi mesti je imel verjetno širše ozadje: Štefan I. se je povezal z ogrskim vladarjem, v prvih letih vladavine je bil povezan tudi s koroškim (»karantanskim«) vojvodo Adalberom. Benečani so nato okrog leta 1050 za okrog 15 let uspeli osvojiti Zadar. Središče države je Štefan I. premestil v Nin,  v času njegove vladavine je v hrvaški družbi verjetno prišlo do močnega razslojevanja.